# Вітрильний туризм
Вітри́льний тури́зм (також яхтовий туризм або яхтинг) — це різновид активного та спортивного туризму, що передбачає подорожі водними шляхами (морями, річками, озерами) на вітрильних суднах, таких як яхти, катамарани чи байдарки, оснащені вітрилами. Це один із видів активного відпочинку, що найдинамічніше розвивається у світі. Учасники таких подорожей не є пасивними пасажирами, а виступають членами екіпажу, виконуючи певні обов'язки з управління судном та життєзабезпечення групи.

## Сутність та класифікація
Вітрильний туризм поєднує елементи вітрильного спорту, рекреаційного та, іноді, екстремального туризму. Він передбачає тимчасові виїзди за межі постійного місця проживання, під час яких основним засобом пересування та ночівлі є вітрильне судно, що перебуває у власності або оренді. Завдяки екологічності, оскільки рушійною силою є вітер, вітрильний туризм вважається формою сталого та екологічного туризму, що дозволяє відпочивати з повагою до природних цінностей.

### Підвиди вітрильного туризму
Залежно від мети та типу судна, вітрильний туризм має кілька підвидів:
- Яхтинг — подорожі на комфортабельних яхтах, які слугують одночасно транспортом і місцем проживання. Сучасні вітрильні яхти часто оснащені кухнею, туалетом, душем та іншими зручностями, що робить їх придатними для тривалих мандрівок[3].
- Віндсерфінг — вид спорту та розваги на легкій дошці з вітрилом, що дозволяє рухатися по воді за допомогою вітру.
- Морський каякінг — подорожі на каяках або каное, пристосованих для відкритих водних просторів, часто оснащених вітрилами для тривалих переходів.

### Класифікація маршрутів
Туристичні вітрильні маршрути класифікують за ступенем складності, що залежить від вітрових та хвильових умов, ширини водойми, віддаленості від берега та протяжності. Існує п'ять основних категорій складності:
- I категорія: Подорожі невеликими водоймами (ширина до 5 км), з віддаленням від берега до 0,5 км.
- II категорія: Плавання водоймами шириною до 40 км, з віддаленням від берега до 3 км.
- III категорія: Маршрути водоймами шириною до 200 км, віддаленість від берега до 8 км.
- IV категорія: Складні подорожі на значній відстані від берега (до 15 км).
- V категорія: Подорожі вищої категорії складності, що проходять великими водоймами та прибережними зонами морів, часто далеко від берегів.

## Історія розвитку в Україні

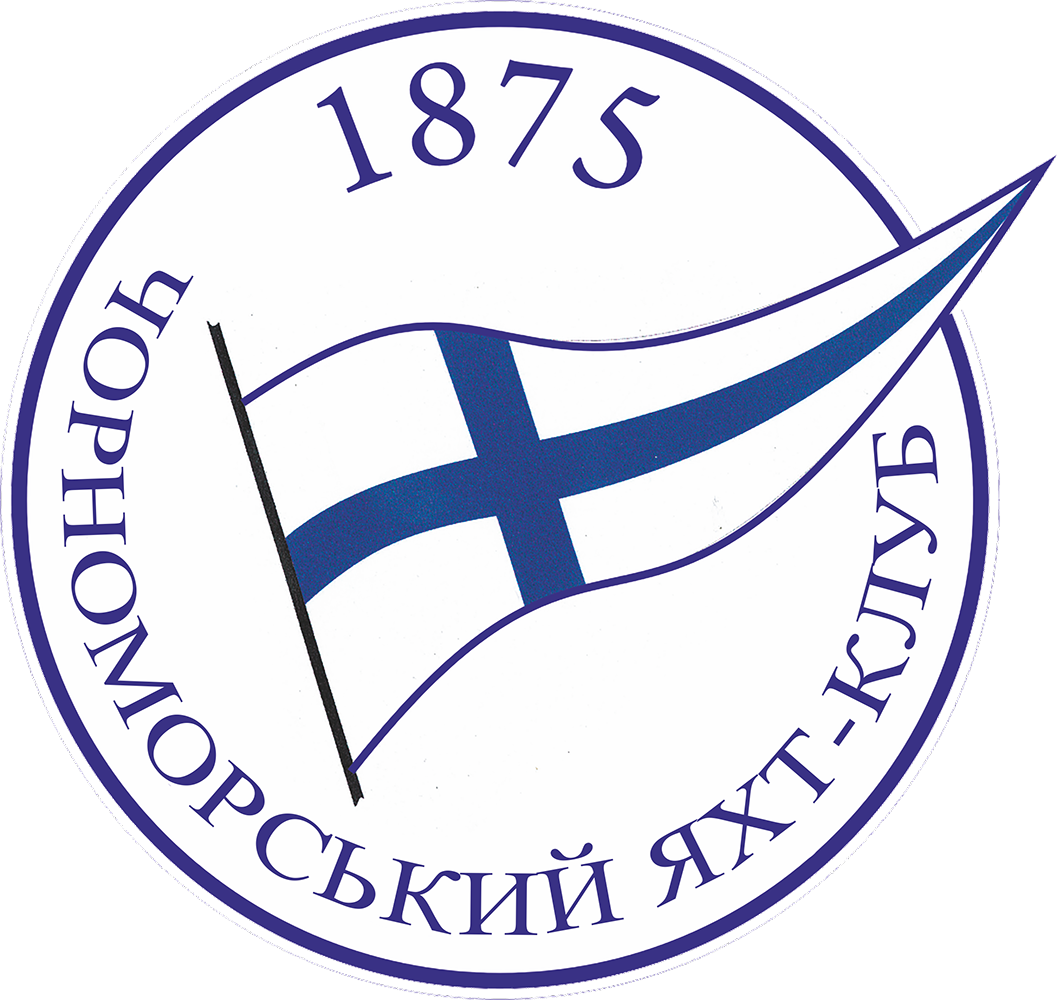
Чорноморський яхт-клуб

Історія вітрильного туризму в Україні бере початок у другій половині XIX століття. Перші яхт-клуби були засновані в Києві, Херсоні, Одесі та Миколаєві. Перший такий клуб був створений у 1887 році в Миколаєві лейтенантом Чорноморського флоту Є. Голіковим. Спочатку це був аристократичний вид спорту, але після Жовтневої революції яхти були націоналізовані.
Масового поширення вітрильний спорт набув у 1960-х роках. Він розвивався як олімпійський вид спорту та як хобі. У 1969 році було видано збірник «Водні маршрути України», що свідчило про зростання популярності водних подорожей. Як організоване явище, вітрильний туризм сформувався в 1970-х роках, коли почали з'являтися розбірні яхти, які можна було зберігати в міських квартирах. У 1980-х вітрильний туризм було визнано самостійним видом спортивного туризму.
Після здобуття Україною незалежності було створено Український вітрильний союз, який у 1997 році був реорганізований у Федерацію вітрильного спорту України та зареєстрований у Міжнародній федерації вітрильного спорту. У 1996 році українська команда вперше взяла участь в Олімпійських іграх, де Євген Браславець та Ігор Матвієнко здобули золоті медалі, а Руслана Таран та Олена Пахольчик — бронзові.
З 2001 року змагання з техніки вітрильного туризму стали офіційними, а Федерація спортивного туризму України почала проводити національні чемпіонати та кубки.

## Ресурсний потенціал та інфраструктура в Україні
Україна має значний потенціал для розвитку вітрильного туризму завдяки великій кількості водних ресурсів: понад 63 тисячі річок, тисячі озер та водосховищ, а також вихід до Чорного та Азовського морів. Головними водними артеріями для цього виду туризму є:
- Річки низовин: Дніпро, Прип'ять, Десна, Сула, Псел, Ворскла. Ці річки характеризуються спокійною течією і підходять для походів I категорії складності.
- Річки височин: Горинь, Случ, Тетерів, Рось, Південний Буг, верхів'я Дністра. Маршрути по цих річках мають II–III категорії складності.
- Гірські річки Карпат: Чорний Черемош, Черемош, Білий Черемош, Прут, Стрий, Тиса. Ці річки підходять для досвідчених туристів і мають III–V категорії складності.

Основні центри розвитку яхтингу в Україні — це Київ, Одеса, Миколаїв та Херсон. На Дніпрі діють численні яхт-клуби та вітрильні школи.

## Проблеми та перспективи
Незважаючи на значний потенціал, розвиток вітрильного туризму в Україні стикається з низкою проблем:
- Недостатнє рекламно-інформаційне забезпечення: відсутність ефективної промоції зменшує поінформованість потенційних туристів.
- Застаріла матеріально-технічна база: більшість суден, що використовуються в туризмі, були побудовані ще в радянські часи і потребують модернізації.
- Недосконале законодавство: застарілі правила прикордонного режиму та бюрократичні процедури реєстрації суден ускладнюють організацію подорожей.
- Висока вартість: витрати на обслуговування суден, паливо та портові збори роблять цей вид відпочинку менш доступним.
- Вплив російсько-української війни: війна призвела до скорочення туристичних потоків, особливо з-за кордону, а також створила загрози для судноплавства в Чорному та Азовському морях.

Попри ці виклики, вітрильний туризм в Україні має перспективи розвитку завдяки зростанню внутрішнього туризму, інтересу до активних видів відпочинку та можливості інтеграції українських водних шляхів (через Дунай та Віслу) до європейських маршрутів.